# Fabregada (Sant Esteve de la Sarga)
Fabregada és un antic poble, actualment en ruïnes, del municipi de Sant Esteve de la Sarga, (Pallars Jussà), inclòs a l'Inventari del Patrimoni Arqueològic i Paleontològic de Catalunya.
L'única edificació en peu és el santuari romànic de la Mare de Déu de Fabregada (s. XII-XIII). El lloc se situa en el Coll de Fabregada (950 m).
Malgrat estar en ruïnes, les intervencions arqueològiques iniciades del 1992 van permetre descobrir un traçat de poble clos, amb muralles i fossar, segurament responent a la seva situació estratègica, al costat del Coll de Fabregada, important nucli de comunicacions a l'edat mitjana.
Es tractava, en època medieval, del nucli de població més important de l'actual terme de Sant Esteve de la Sarga, però aviat caigué en decadència, i al segle xiv ja no figura en els fogatjaments.

## Història
El primer document que parla del lloc és de l'any 1010, en què és anomenat ad illa Farga. El nom apareix com Ipsa Fabricata en un pergamí del 23 de febrer del 1038, en la donació en alou que del vilatge feu el comte Ramon IV de Pallars en favor del "milites" Bertran Ató de Montanyana, castlà també de Castellnou de Montsec. En l'any 1076, Bertran i la seva esposa Ermengarda donen a l'església de Sant Esteve un terç del delme de Fabregada. En la divisió territorial dels bisbats d'Urgell i de Roda del 1140, Fabregada queda situat en el primer.
Amb la pesta de la segona meitat del segle xv, el poble s'arruïna i desapareix. Els supervivents es refugien a Sant Esteve i a Alsamora.
Entre els anys 1992 i 2002 s'hi han realitzat un seguit d'excavacions a càrrec del Departament d'Història Medieval, Paleografia i Diplomàtica de la Universitat de Barcelona, que han donat lloc a diverses publicacions especialitzades. Les troballes han permès confirmar que el poble estava format per una casa senyorívola, dos carrers de cases i una farga de ferro que prenia l'energia del petit torrent que corria pel poble.
Un sistema defensiu es va poder localitzar, tot i que les pedres dels murs havien fet de pedrera per a la construcció de les cases, de manera que el més visible que es trobà fou el fossat perimetral, ple d'enderrocs. La zona on hi hagué la farga, que dona nom al lloc, fou també delimitada i reconeguda. Tot i així, queda pendent d'aprofundir en el seu coneixement en futures intervencions arqueològiques.